# Cran d'arrêt (film, 1970)
Pour les articles homonymes, voir Cran d'arrêt.
Pour plus de détails, voir Fiche technique et Distribution.
Cran d’arrêt est un giallo franco-italien réalisé par Yves Boisset, tourné en 1969 et sorti en 1970.

## Synopsis
Un médecin radié de l’ordre pour euthanasie est appelé par un homme pour aider son fils dépressif depuis le suicide de sa compagne. Mais dans le sac à main de la défunte, une pellicule non développée est découverte par le médecin qui décide d’enquêter sur le prétendu suicide de la jeune femme.

## Fiche technique
- Titre : Cran d’arrêt
- Titre italien : Il caso "Venere privata"
- Réalisation : Yves Boisset
- Assistant-réalisateur : Claude Othnin-Girard
- Scénario : Antoine Blondin, Yves Boisset et Francis Cosne d’après le roman Venere privata (Vénus privée), de Giorgio Scerbanenco (1966)
- Dialogue : Antoine Blondin
- Musique : Michel Magne
- Images : Jean-Marc Ripert
- Cameraman : Daniel Gaudry
- Chef monteur : Paul Cayatte
- Assistante monteuse : Béatrice Bellest
- Ingénieur du son : Bernard Aubouy
- Mixage : Jean Neny
- Costume : John de Vernant
- Production : Francis Cosne et Bruno Cicogna (non crédité)
- Format : Couleurs
- Genre : giallo, Thriller, Policier
- Pays de production :  France,  Italie
- Langue de tournage : français
- Année de tournage : 1969
- Dates de sortie
  - France : 14 janvier 1970
  - Italie : 27 août 1970
- Affiche : René Ferracci (France)

## Distribution
- Bruno Cremer : le docteur Lucas Lamberti (en italien Duca Lamberti)
- Renaud Verley : David Auseri
- Marianne Comtell : Livia Ussaro
- Raffaella Carrà : Alberta Radelli
- Mario Adorf : l’homme aux cheveux blonds
- Jean Martin : le majordome
- Rufus : l’assistant du photographe
- Claudio Gora : le docteur Carrua
- Marina Berti : la sœur d’Alberta
- Roger Lumont : le gros danseur
- Agostina Belli : Mara, la petite amie de Lamberti
- Jean Mermet
- Claudine Berg : la concierge de l'immeuble siège du studio-photo
- Vanna Brosio

## Autour du film
- L'affiche devant laquelle s'attarde Livia Ussaro devant le cinéma est celle du film Disons, un soir à dîner, sorti en 1969.